# Psalidimomphus
Psalidimomphus är ett släkte av skalbaggar. Psalidimomphus ingår i familjen vivlar.
Kladogram enligt Catalogue of Life:
| Psalidimomphus | \| \| Psalidimomphus breiti \| \| \| \| |
|                | \| \| Psalidimomphus breiti \| \| \| \| |
|                | Psalidimomphus breiti                   |
|                |                                         |